# Jackson Lago
Jackson Kepler Lago (Pedreiras, 1º de novembro de 1934 — São Paulo, 4 de abril de 2011) foi um médico e político brasileiro, filiado ao Partido Democrático Trabalhista (PDT).
Foi governador do estado do Maranhão de 2007 a 2009, quando teve seu mandato cassado pelo Tribunal Superior Eleitoral. Antes disso, havia sido prefeito de São Luís por três ocasiões: de 1989 a 1992, de 1997 a 2000 e de 2001 a 2002 (este último interrompido por ocasião de sua renúncia para candidatar-se ao governo do estado do Maranhão nas eleições de 2002). Morreu no dia 4 de abril de 2011 no Hospital do Coração, em São Paulo (SP), em decorrência de problemas respiratórios, depois um longo tratamento contra um câncer de próstata.

## Carreira política
Nascido em Pedreiras, no interior maranhense, Jackson Lago formou-se em Medicina pela Escola de Medicina e Cirurgia do Rio de Janeiro, tendo feito residência médica no Departamento de Doenças Pulmonares da Policlínica Geral da Cidade do Rio.
Iniciou sua trajetória política ainda na década de 1960, participando de protestos contra a ditadura militar, no MDB.
Foi nomeado secretário municipal de saúde de São Luís na gestão do prefeito Epitácio Cafeteira (1965-1969). Jackson Lago foi indicado para o cargo pela Associação Médica do Maranhão.
Foi eleito deputado estadual em 1974, onde atuou na defesa dos direitos democráticos pela anistia, pelo retorno dos exilados e das eleições diretas..
Ligado ao sindicato dos médicos, foi pioneiro na realização de cirurgia torácica no sistema de saúde pública do Maranhão e lecionou no curso de Medicina da Universidade Federal do Maranhão (UFMA). Clinicou no Sanatório Getúlio Vargas, no Hospital Geral do Estado e no Hospital Presidente Dutra.
Em 1979, ao lado de Leonel Brizola, ajudou a fundar o diretório nacional do Partido Democrático Trabalhista, do qual permaneceu até seu falecimento em 4 de abril de 2011.
Foi candidato a deputado federal nas eleições de 1982, mas não obtém êxito.
Foi candidato a prefeito de São Luís nas eleições municipais de 1985, tendo ficado em 3º lugar (17,77%).
Nas eleições de 1986, é o quinto candidato mais votado para deputado federal, mas o PDT não atinge o coeficiente eleitoral.
Em 1987, Epitácio Cafeteira, eleito governador do estado, nomeia Jackson Lago como secretário estadual de saúde, deixando o cargo no ano seguinte para concorrer à prefeitura de São Luís.
Prefeito de São Luís por três ocasiões (1989-1992, 1997-2000 e 2001-2002, quando foi reeleito), Lago, que conquistou o título de melhor prefeito do Brasil, de acordo com pesquisa do jornal Folha de S. Paulo, considera a ampliação do número de alunos das escolas públicas e a melhoria da capacitação dos professores suas principais realizações à frente do governo da capital maranhense. A gestão Lago em São Luís também foi reconhecida por avanços nas áreas de saúde, geração de emprego e renda, segurança pública, participação popular, infraestrutura, meio ambiente e cultura.
Candidatou-se ao governo do estado nas eleições de 1994, quando ficou em terceiro lugar, com 20,19% dos votos.
Lago renunciou ao último mandato de prefeito de São Luís para concorrer ao governo do estado, ficando em segundo lugar, nas eleições de 2002. Nas eleições de 2006, contando inicialmente com a preferência de apenas cerca de 20% do eleitorado, Jackson surpreendeu todas as pesquisas de opinião e foi eleito no segundo turno com 51,82% dos votos válidos contra 48,18% de Roseana (PFL). Uma pesquisa do IBOPE contratada pela TV Mirante, indicava que Roseana ganharia o pleito ainda no primeiro turno. Apenas o Instituto Toledo & Associados, contratado pelo jornal O Imparcial, previu a possibilidade de haver um segundo turno no estado. Durante a campanha, Lago apostou no desgaste político da família Sarney, denunciando fortemente casos de corrupções envolvendo o grupo ligado a esta. Lago fez seu material de campanha com o presidente Lula, apesar deste ter declarado apoio público à rival Roseana.
Com apenas cinco meses de governo, em maio de 2007, teve seu nome envolvido na Operação Navalha da Polícia Federal, ocasião em que foi apontado pela PF como beneficiário de vantagem indevida por meio de seus sobrinhos. Segundo a PF, o então governador teria recebido R$ 240 mil para permitir o pagamento, pela Secretaria de Infra-Estrutura do Estado, de R$ 2,9 milhões de uma obra da Gautama, empresa sediada em Salvador. Porém, além de Zeca Baleiro , outros maranhenses também chegaram a se manifestar contra o fim judicial daquele mandato: antes do julgamento que confirmou a retirada do fundador pedetista do cargo, cerca de duzentas pessoas protestaram na capital equinocial.

### Cassação
Após a derrota nas urnas, a campanha de Roseana Sarney acusou a chapa de Jackson Lago e de seu vice, Luís Carlos Porto, do PPS, de terem cometido crimes eleitorais, ao se beneficiarem indevidamente de convênios firmados pelo Governo do Maranhão na gestão de José Reinaldo Tavares.
Em 4 de março de 2009, o TSE condenou governador e vice por abuso de poder político. O então presidente do TSE, ministro Carlos Ayres Britto, afirmou que houve um "entrelace de administrações", em uma tentativa de levar o eleitorado a acreditar que os convênios assinados por José Reinaldo só seriam cumpridos caso Jackson Lago fosse eleito.
Os votos conferidos a Jackson Lago e Luís Carlos Porto nas eleições de 2006 passaram a ser considerados nulos. Em razão disso, Roseana Sarney passou a ter mais da metade dos votos válidos (60%), fazendo com que o TSE então a declarasse eleita e determinasse que ela tomasse posse. Jackson e Porto continuaram em seus cargos até o fim do julgamento de recursos.
Em 16 de abril de 2009, o TSE confirmou a cassação do mandato de Lago e Porto e ordenou a diplomação da segunda colocada no pleito. Entretanto, Lago se recusou a abandonar o Palácio dos Leões, sede do governo. O movimento de resistência ao novo governo recebeu o nome de "balaiada" (em alusão à revolta que ocorreu no estado entre 1838 e 1841) e recebeu apoio do MST, da Via Campesina, do deputado federal Domingos Dutra (PT) e do deputado estadual Valdinar Barros, Olívio Dutra e Beth Carvalho. Após a saída do Palácio dos Leões, Jackson prometeu continuar sua vida política em discurso no diretório estadual do PDT.
A cassação de Jackson Lago rendeu um artigo do músico Zeca Baleiro na revista Istoé com duras críticas à família Sarney. Para o músico, nascido em São Luís no mesmo ano em que José Sarney tomou posse como governador, a medida foi tomada "por meio de manobras politicamente engenhosas e juridicamente questionáveis". Por outro lado, a cantora Alcione apoiou publicamente a volta de Roseana Sarney ao governo do estado.

### Eleições 2010
Nas eleições 2010, Jackson candidatou-se novamente ao cargo de governador do Maranhão e perdeu. Houve dúvidas em relação à sua candidatura, uma vez que a recém-promulgada Lei da Ficha Limpa proíbe a candidatura de políticos condenados em tribunal colegiado, mas o TRE-MA deferiu por unanimidade, sua candidatura. Esteve nas intenções de voto todo o tempo em segundo lugar, o que o levou a contestar o resultado das pesquisas de opinião, afirmando que o Ibope estaria favorecendo seus adversários. Por fim, terminou apenas em terceiro lugar, atrás de Roseana e de Dino. Apoiou a candidatura de José Serra à presidência da república.

## Família
Lago era casado com a também médica Maria Clay Moreira Lago; Deixou três filhos de seu primeiro casamento com Maria Matos Lago. Maria Clay foi secretária de Solidariedade Humana durante o governo de José Reinaldo Tavares quando do rompimento deste com a família Sarney. E Jackson tinha 7 irmãos, Socorro Lago, Graça Lago, Francisco das Chagas Lago Ferro, Antônio Lago Ferreira, José Lago Tavares, José Luís Teixeira Lago Neto e Wagner Lago, é primo do político Aderson Carvalho Lago Filho, também Candidato ao Governo do Maranhão em 2006, pelo PSDB. 

## Morte
Jackson faleceu aos 76 anos em 4 de abril de 2011, vítima de complicações respiratórias, no Hospital do Coração, em São Paulo. Ele lutava contra um câncer de próstata desde 2004.

## Histórico eleitoral
| Ano  | Eleição               | Cargo             | Partido | Coligação | Vice                    | Votos     | %      | Resultado  |
| ---- | --------------------- | ----------------- | ------- | --- | ----------------------- | --------- | ------ | ---------- |
| 1974 | Estaduais no Maranhão | Deputado estadual | MDB     | — | —                       | 8 477     | —      | Eleito     |
| 1982 | Estaduais no Maranhão | Deputado federal  | PDT     | — | —                       | 4.751     | —      | Não eleito |
| 1985 | Municipal de São Luís | Prefeito          | PDT     | — | Julião Amin (PDT)       | 29.137    | 17,77% | 3º lugar   |
| 1986 | Estaduais no Maranhão | Deputado Federal  | PDT     | — | —                       | 38.676    | —      | Não eleito |
| 1988 | Municipal de São Luís | Prefeito          | PDT     | União da Ilha (PDT, PMC, PSD, PSDB, PSB, PST, PCdoB, PCB)                                                                      | Magno Bacelar (PDT)     | 85.801    | 31,14% | Eleito     |
| 1994 | Estaduais no Maranhão | Governador        | PDT     | Frente ética do Maranhão (PDT, PT, PPS, PCdoB, PMN)                                                                            | Jomar Fernandes (PT)    | 231.528   | 20,19% | 3º lugar   |
| 1996 | Municipal de São Luís | Prefeito          | PDT     | Frente Ampla por São Luís (PDT, PT, PPS, PTN, PTB)                                                                             | Domingos Dutra (PT)     | 169.015   | 56,84% | Eleito     |
| 2000 | Municipal de São Luís | Prefeito          | PDT     | Frente Ampla por São Luís(PDT, PFL, PSD, PMN, PRN, PHS, PPB, PSDC, PPS, PCB, PAN, PCdoB, PV, PRONA, PTdoB. PSC, PTN, PSL, PST) | Tadeu Palácio (PDT)     | 194.109   | 53,24% | Eleito     |
| 2002 | Estaduais no Maranhão | Governador        | PDT     | Frente Trabalhista (PDT, PTB, PPB, PPS, PTN, PAN)                                                                              | Deoclides Macedo (PTB)  | 896.930   | 42,52% | 2º lugar   |
| 2006 | Estaduais no Maranhão | Governador        | PDT     | Frente de Libertação do Maranhão (PDT, PPS, PAN)                                                                               | Luís Carlos Porto (PPS) | 1.393.754 | 51,82% | Eleito     |
| 2010 | Estaduais no Maranhão | Governador        | PDT     | O Povo é Maior (PDT,PSDB,PTC)                                                                                                  | Luís Carlos Porto (PPS) | 569.412   | 19,54% | 3º lugar   |